# A Tale of Two Cities (1917)
A Tale of Two Cities is een Amerikaanse dramafilm uit 1917 onder regie van Frank Lloyd. Het scenario is gebaseerd op de gelijknamige roman uit 1859 van de Britse auteur Charles Dickens. Destijds werd de film in Nederland uitgebracht onder de titel In Londen en Parijs.

## Verhaal
Charles Darnay is de neef van een Franse markies. Hij is het niet eens met het leenstelsel in Frankrijk en verhuist naar Engeland. Darnay wordt daar verdacht van spionage, maar hij wordt vrijgesproken door de advocaat Sydney Carton. In Engeland wordt hij onderhouden door Lucie Manette en haar vader, die jarenlang onschuldig opgesloten zat in de Bastille. Carton is verliefd op Lucie, maar zij houdt van Darnay en trouwt met hem. Wanneer Darney tijdens de Terreur terugkeert naar Frankrijk, wordt hij veroordeeld tot de guillotine. Zijn liefdesrivaal Carton moet zijn leven redden. 

## Rolverdeling
| Acteur           | Personage                      |
| ---------------- | ------------------------------ |
| William Farnum   | Charles Darnay / Sydney Carton |
| Jewel Carmen     | Lucie Manette                  |
| Charles Clary    | Markies St. Evenmonde          |
| Herschel Mayall  | Jacques Defarge                |
| Rosita Marstini  | Therese Defarge                |
| Josef Swickard   | Dr. Alexandre Manette          |
| Ralph Lewis      | Roger Cly                      |
| William Clifford | Gabelle                        |
| Marc B. Robbins  | Jarvis Lorry                   |
| Olive White      | Juffrouw Pross                 |
| Willard Louis    | C.J. Stryver                   |
| Harry De Vere    | Gaspard                        |
| Florence Vidor   | Mimi                           |